# Sambeskattning
Sambeskattning innebär att makarna i ett äktenskap vardera beskattas i proportion av den sammanlagda inkomsten. Detta kan sänka den totala skatt de betalar genom att partnern med högre inkomster får lägre marginalskatt. Dock får den som tjänar mindre betala lika hög marginalskatt som den som tjänar mest, varför sambeskattning generellt drabbar kvinnors inkomst mer än mäns.
I Sverige slopades sambeskattningen av inkomster i en skattereform 1971. Ett av syftena med skattereformen var att underlätta för kvinnor att själva välja om de ville gå ut på arbetsmarknaden. Sambeskattningen innebar att marginalbeskattningen för den som tjänade mindre (i regel kvinnan) blev lika hög som för den i äktenskapet som tjänade mest. Detta minskade incitamentet för lönearbete i stället för obetalt arbete i hemmet vilket reformen förbytte i sin motsats. Sambeskattning av förmögenheter avskaffades 2007. Detta innebär att Sverige idag tillämpar särbeskattning, det vill säga avsaknad av sambeskattning. 
Flera europeiska länder har, i mer eller mindre utsträckning, sambeskattning. I Frankrike är det sambeskattning som gäller för inkomstskatten och skattelagstiftning räknar ett skattehushåll som en skattenhet. Enligt den tyska grundlagen så måste skattesystemet frigöra ett visst minimum av inkomst till familjen och att endast inkomst utöver det får beskattas. Irland har frivillig sambeskattning för både gifta och par i registrerat partnerskap. Om man som par finner att skatten överstiger eventuell sambeskattning får man begära tillbaka mellanskillnaden.
Följande länder i Europa har sambeskattning: Belgien, Estland, Frankrike, Grekland, Irland, Luxemburg, Malta, Nederländerna, Polen, Portugal, Schweiz, Spanien och Tyskland.

### Fotnoter
1. ↑  ”6.3.4 Kvinnors och mäns deltagande på arbetsmarknaden”. Reformerad föräldraförsäkring - Kärlek, omvårdnad, trygghet (SOU 2005:73). Socialdepartementet. 15 september 2005. sid. 267. http://www.riksdagen.se/sv/dokument-lagar/dokument/statens-offentliga-utredningar/reformerad-foraldraforsakring_GTB373. Läst 25 juli 2011.
2. ↑  ”Riksdagens protokoll 1971:140 Protokoll 1971:140  - Riksdagen”. www.riksdagen.se. http://www.riksdagen.se/sv/dokument-lagar/dokument/protokoll/riksdagens-protokoll-1971140_FU09140/html. Läst 7 juni 2018.
3. ↑  ”Familjen och jämställdhetsprincipen i skattelagstiftning - en analys av undervisning i skatterätt”. Anna Svedjevik - Juridiska institutionen/Umeå Universitet. 25 februari 2006. sid. 17. Arkiverad från originalet den 11 december 2012. https://web.archive.org/web/20121211073920/http://www.jus.umu.se/digitalAssets/13/13591_anna-svedjevik.pdf. Läst 16 mars 2012.
4. ↑  ”Taxation of married people and civil partners”. Citizens Information Board - Ireland. 25 februari 2012. http://www.citizensinformation.ie/en/money_and_tax/tax/income_tax/taxation_of_married_people.html. Läst 16 mars 2012.
5. ↑  ”Personal Tax in the European Union”. PricewaterhouseCoopers. 25 februari 2009. sid. 14. Arkiverad från originalet den 14 januari 2012. https://web.archive.org/web/20120114030939/http://download.pwc.com/ie/pubs/personal_tax_eu.pdf. Läst 9 mars 2012.